# 大中央鐵路

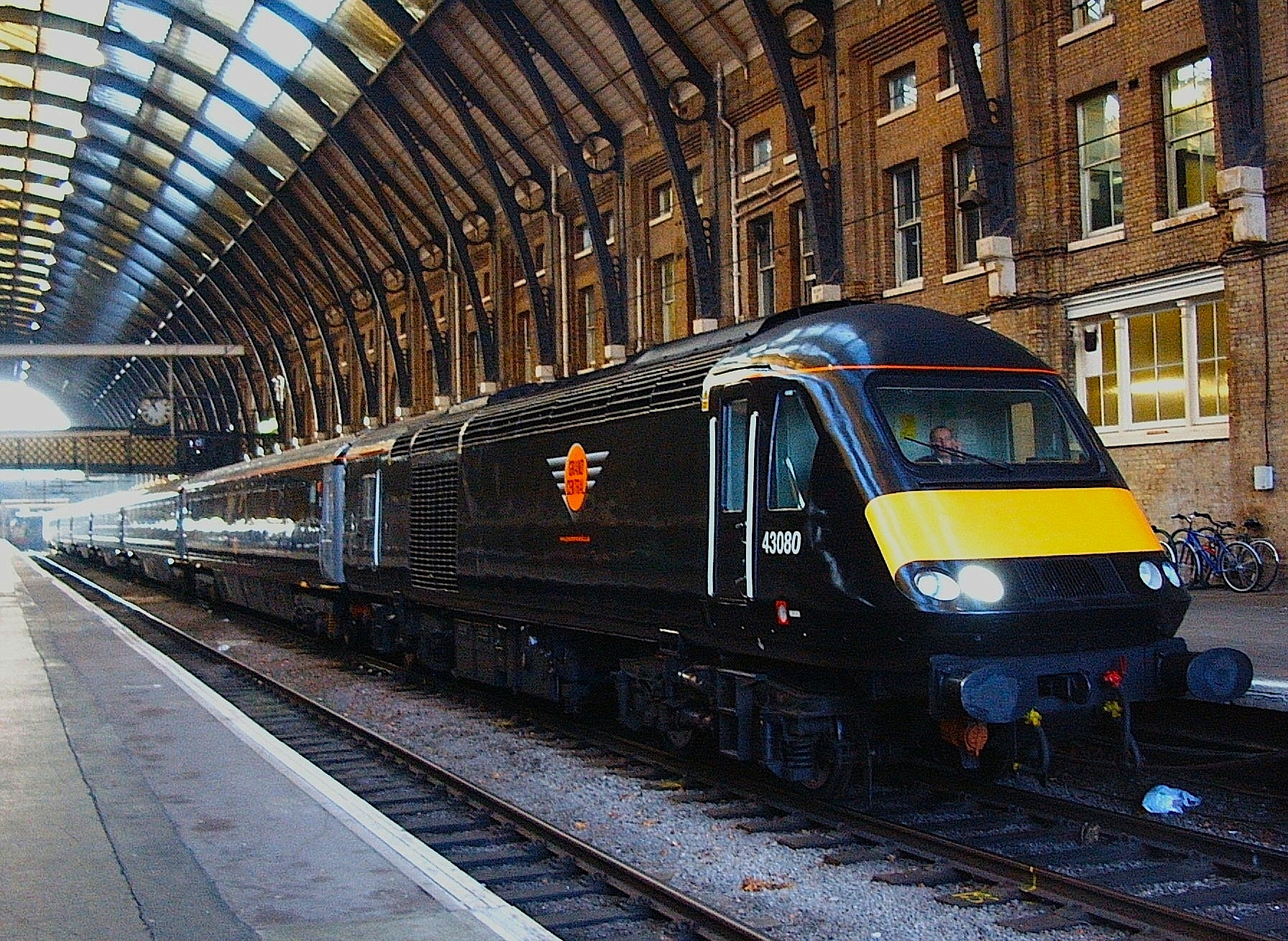
一輛大中央鐵路列車

大中央鐵路（Grand Central）是英國的一家鐵路公司，由Arriva UK Trains所有。自2007年12月開始，該公司運營東海岸主線中自桑德蘭車站至倫敦國王十字站的客運列車業務，並自2010年5月開始運營自布拉德福德交匯站至倫敦國王十字站的客運業務。2014年8月，大中央鐵路的特許經營權延長至2026年12月。

## 外部連結
维基共享资源上的相關多媒體資源：大中央鐵路
- 官方网站